# Sinanju
Sinanju est le nom d'une région (신안 주) de la ville d' Anju , dans la province de Pyongan, en Corée du Nord. Le nom signifie littéralement «nouveau village confortable». 
Lorsque le comté d'Anju a été élevé au statut de ville en août 1987, le district des travailleurs de Sinanju fut divisé en Sinwon-dong, Wonhung-dong, Yokchon-dong.

## Histoire
L'histoire moderne de la ville est marquée par le désastre du bombardement américain de Corée du Nord, qui détruisit la ville à 100%. 
Le 9 mai 1951, l'US Air Force conduisit la frappe aérienne la plus massive de la guerre de Corée - au moins 300 avions convergèrent vers la ville sur la rivière Yalu.
Les ponts et les voies ferrées de Sinanju furent bombardés par l'USAF pendant la guerre de Corée pour interrompre le transport de fournitures de Chine vers la Corée du Nord. Au cours du deuxième hiver de la guerre, les chemins de fer et les ponts menant de Sinanju à Chongju furent bombardés par les États-Unis le 25 janvier 1952, mais étaient réparés cinq jours plus tard. Au cours de la dernière semaine de mars 1952, les forces américaines ont commencé à utiliser des B-29 Superfortresses jusqu'en avril pour détruire les ponts entre Sinanju et Pyongyang.
En janvier 1953, au cours du troisième hiver, l'USAF ciblait cinq ponts ferroviaires au-dessus de l'estuaire du fleuve Chongchon près de Sinanju. Les trains étaient censés y accoster dans les gares de triage, mais les bombardiers les ont détruits pendant la nuit. Cela interrompit temporairement le transport sino-coréen. Au printemps de 1953, les troupes  ont nord-coréennes eurent plus de difficultés à transporter des hommes et du matériel en raison d'une intervention « alliée » implacable .
Selon une évaluation des bombes menée par l'US Air Force, au cours de la guerre de Corée, 100% de Sinanju a été détruit par les bombardements américains; quatre autres villes nord-coréennes ont été détruites à au moins 90%.

## Arts
La ville est notamment citée comme lieu d'action dans la série romanesque L'Implacable.
Dans le film "Remo Sans Arme Et Dangereux" de 1985 (l'une des premières adaptations cinématographiques de L'Implacable), le personnage de Chiun (Joel Grey) affirme être natif, tout comme son art martial, de cette region de Corée.